# Kommetjie
Kommetjie ist ein Ort an der Westküste der Kap-Halbinsel in Südafrika. Er liegt am Atlantik südwestlich der Metropole Kapstadt, zu der Kommetjie als Sub Place verwaltungsmäßig gehört. 2011 hatte der Ort 2435 überwiegend englischsprachige Einwohner.

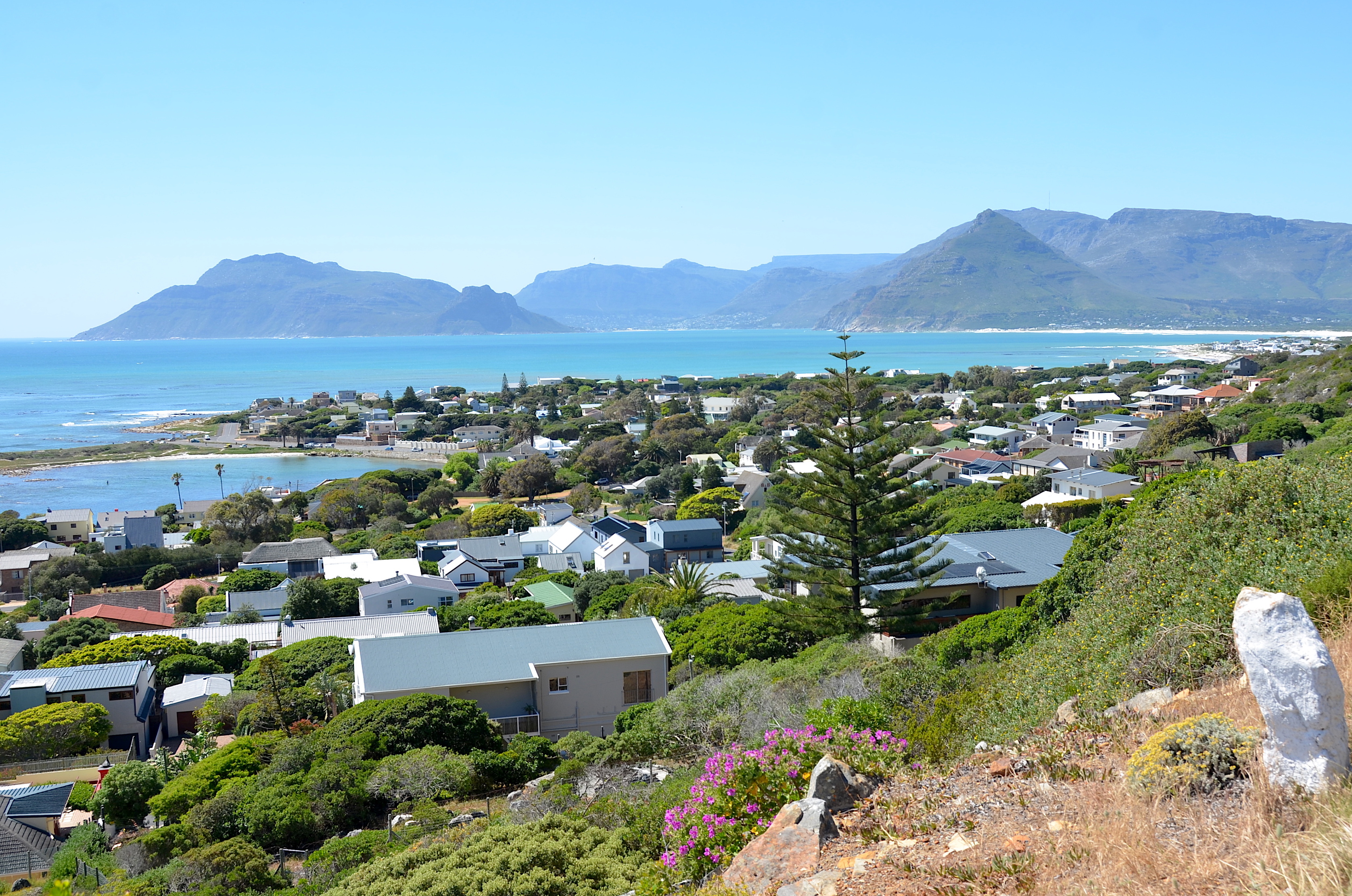
Kommetjie von der M65 gesehen

Kommetjie hat eine Fläche von etwa 4,5 Quadratkilometern und liegt an einem etwa sechs Kilometer langen Sandstrand, dem Long Beach. Südlich des Orts befindet sich an der Küste der Leuchtturm Slangkop Lighthouse. Das Klima in Kommetje ist mediterran, mit milden, feuchten Wintern und warmen, trockenen Sommern.
Die Geschichte von Kommetje reicht bis ins 19. Jahrhundert zurück, als es als landwirtschaftliches Gebiet und Fischerdorf gegründet wurde. Die Bewohner von Kommetje sind überwiegend weiß. Die wirtschaftlichen Aktivitäten konzentrieren sich hauptsächlich auf den Tourismus.
Am 4. März 1984 wurde dort der südafrikanische Singer-Songwriter Jeremy Loops geboren.